# Ngũ tấu Accordion Warszawa
Warsaw Accordion Quintet (tiếng Ba Lan: Warszawski Kwintet Akordeonowy) là một nhóm hòa nhạc Ba Lan được thành lập vào năm 1961 bởi Włodzimierz Lech Puchnowski. Kể từ khi thành lập, nhóm nhạc này đã thực hiện khoảng 1.600 buổi hòa nhạc ở châu Âu và châu Á, tham gia 25 lễ hội âm nhạc đương đại (bao gồm cả lễ hội mùa thu Warsaw) và thực hiện nhiều bản thu âm trên đài phát thanh và truyền hình. Bộ ngũ đã phát hành 4 bản ghi đĩa analog và 2 đĩa CD.
Đoàn nhạc đã kết thúc hoạt động vào năm 1994, nhưng năm 1999, Giáo sư Włodzimierz Lech Puchnowski đã khởi xướng sự hồi sinh của Warsaw Accordion Quintet với một đội hình hoàn toàn mới.

## Warsaw Accordion Quintet từ năm 1999
Từ năm 1999 Quintet Warsaw Accordion đã thực hiện hơn một trăm buổi hòa nhạc, tham gia các lễ hội âm nhạc thính phòng ở Ba Lan và nước ngoài. Nhóm cũng đã thực hiện nhiều bản ghi âm cho đài phát thanh và truyền hình.
Album Classical được phát hành năm 2004 đã nhận được đề cử cho Giải thưởng âm nhạc Ba Lan tại Fryderyk 2004 trong hạng mục Album hay nhất - Nhạc thính phòng.

### Giải thưởng
- Giải 3: Giải đồng Yehudi Menuhin - Cuộc thi âm nhạc thính phòng Osaka lần thứ 5 & Festa 2005
- Giải nhất: Cuộc thi quốc tế lần thứ 9 về Âm nhạc thính phòng đương đại Kraków 2005
- Chung kết: Cuộc thi âm nhạc thính phòng Osaka lần thứ 4 & Festa 2002
- Vị trí số 1: Premio Citta di Castelfidardo (2001)
- Vị trí thứ 2: Liên hoan âm nhạc Accordion từ nghệ sĩ độc tấu đến dàn nhạc ở Mława/Ba Lan (2001)
- Vị trí thứ 2: Liên hoan hội nghị quốc tế tại Sanok / Ba Lan (2000)

### Thành viên hiện tại[4]
- Maciej Kandefer - Accordion 1 (từ năm 1999)
- Jacek Małachowski - Accordion 2 (kể từ năm 2010)
- Przemysław Wojciechowski - Accordion 3 (kể từ năm 2016)
- Mirosław Mozol - Accordion 4 (từ năm 1999)
- Mateusz Wachowiak - Accordion 5 (accordion bass) (kể từ 2010)

### Thành viên cũ[4]
- Jarosław Kutera - Accordion 2 (giữa năm 1999 và 2009)
- Magdalena Igras - Accordion 3 (giữa 1999 và 2009)
- Adam Czerski - Accordion 3 (giữa 2010 và 2015), Accordion 5 (giữa 2007 và 2009)
- Tomasz Holizna - Accordion 5 (giữa 1999 và 2006)

### Danh sách đĩa hát
- Warsaw Accordion Quintet plays Bach, Mendelssohn, Khachaturian. LP. Polskie Nagrania Muza. SXL 1148.
- Classical (2004)